# 丘ルトロジック
『丘ルトロジック』（おかるとろじっく）は、耳目口司による日本のライトノベル。イラストはまごまごが担当している。角川スニーカー文庫（角川書店）より2010年10月から2012年3月まで刊行された。
第15回スニーカー大賞優秀賞受賞作。「みんなで選ぶベストラノベ2011」ではインパクト部門で8位を獲得している。『このライトノベルがすごい！』作品部門では2012年版で7位を獲得している。

## ストーリー
「風景」を何よりも愛する神楽咲高校1年・咲丘は、「丘研」の入部案内を見て「丘を研究する同好会」と誤解、代表・沈丁花桜と意気投合して入部する。しかし丘研の実態は、桜の「世界征服」という野望のために活動する「オカルト研究会」であった。同じく新入部員の変態美少女・江西陀梔や、桜に支配される、直進しかできない大男・出島進とマッドサイエンティスト少女・女郎花萩に、丘研によって存在を暴かれ支配された不老不死の男・篠塚を加え、丘研の「この世界を人間から取り戻す」ための「世界征服」が始まる。

## 登場人物

### オカルト研究部
咲丘（さきおか）
本作の主人公。神楽咲高校1年。姓のみが明らかになっており名前は不明。風景を何よりも愛する「既に人間を支配した者」。
沈丁花 桜（じんちょうげ さくら）
オカルト研究部代表。神楽咲高校2年。通称「代表」。「世界征服」を狙う女王気質の女子高生。腰まで届くロングヘアーと巨乳が特徴の美少女。
江西陀 梔（えにしだ くちな）
神楽咲高校1年。「人の死に美を感じる」変態美少女。容姿・スタイル共に整った超絶美少女なのだが、半開きな目と「自分」「〜ッス」といったふざけた後輩口調から常にだるそうな雰囲気を放つと共に、口を開けばどんな会話の流れであろうと卑猥な方向に持っていく変態的思考回路を持つ。
出島 進（でじま すすむ）
神楽咲高校2年。「超人的な運動能力を持つ」大男。前を向いて直進する事しかできない。
女郎花 萩（おみなえし はぎ）
神楽咲高校2年。「あらゆる物を破壊できる」マッドサイエンティスト少女。常にヘッドフォンをしている。
篠塚（しのづか）
年齢不詳。「絶対に死なない」男。肉体年齢は30代から老化せず、肉体にいかなる損傷を受けようとも元通りに復元する、文字通り不老不死の男。
小手毬 綾芽（こでまり あやめ）
神楽咲高校の社会科教師。理科教師でもないのになぜか常に白衣をまとっている。小柄で童顔だが生徒指導には熱心で、生徒からも「マリちゃん」とあだ名をつけられ親しまれている。他者全ての外見が自分自身に見えてしまうようになってしまっており、丘研にそれを看破された後それを公表しない条件で丘研の顧問となった。

### その他
清宮 一（きよみや はじめ）
咲丘のクラスメイトにして数少ない親友。神楽咲高校1年。男の娘で声も高い。
城尾滝 椿（じょうびたき つばき）
オカルト研究部を目の敵にする神楽咲高校の生徒会長。

### オアシス
蜂須 和也（はちす かずや）
桜の幼馴染。真性のマゾヒスト。青色のジャージをからかわれた経験から青色を嫌悪しており、快感を味わうために髪、服などの色を青に統一している。
城尾滝 楓（じょうびたき かえで）
椿の異性一卵性双生児。美少年。とある理由から極度に女性を嫌っている。
苧環 香澄（おだまき かすみ）
咲丘の幼馴染。ロックが好きでメジャーデビューを目指している。「コーヒーハウス ムジカ」で働くようになった。
小柳津 亮（こやなづ あきら）
オアシスの裏路地にある情報喫茶「コーヒーハウス ムジカ」のオーナーを務める壮年男性。ジメジメした天然パーマと目つきの悪さが特徴で、無愛想な毒舌家。「人間は見た目」を持論とする。その正体は自在に外見を変える能力を持つ怪異・シェイプシフター。篠塚とは旧知であり彼にだけは頭が上がらない。

### 咲丘の親族
咲丘 純一（さきおか じゅんいち）
咲丘の兄。弟と情報を愛でる引きこもり天才ハッカー。ネットでは「ILB（I Love Brother）」のハンドルネームで知られ、情報屋として桜に情報を提供する。咲丘の隣の部屋に引きこもり、常に甚平姿に埃塗れの状態で生活しており、咲丘曰く「『清純な部分など一つも無い』と書いて純一と読む」。
錦木 真弓（にしきぎ まゆみ）
咲丘の父方の従姉。準キャリアの刑事。咲丘の事は「ジュニア」と呼ぶ。

## 用語
神楽咲高校
本作の主要な舞台。高名なデザイナーが設計した新校舎と廃墟のような旧校舎が並ぶ公立高校。オカルト研究部は旧校舎で活動している。
オアシス
神楽咲町の中心に位置する巨大な歓楽街。合法と非合法が混ざり合うカオスな土地。
カメラ倶楽部
画像共有を主としたSNS。

## 評価
第15回スニーカー大賞にて優秀賞を受賞した（受賞時のタイトルは「風景男のカンタータ」）。同賞で審査員を務めた安井健太郎、岩井恭平、THORES柴本は本作について以下のように評している。

## 既刊一覧
- 耳目口司（著）・まごまご（イラスト）、角川書店〈角川スニーカー文庫〉、全4巻
  - 『丘ルトロジック 沈丁花桜のカンタータ』、2010年11月1日初版発行（10月30日発売[6]）、ISBN 978-4-04-474824-1
  - 『丘ルトロジック2 江西陀梔のアウラ』、2011年3月1日初版発行（2月26日発売[7]）、ISBN 978-4-04-474832-6
  - 『丘ルトロジック3 女郎花萩のオラトリオ』、2011年9月1日初版発行（8月31日発売[8]）、ISBN 978-4-04-474849-4
  - 『丘ルトロジック4 風景男のデカダンス』、2012年4月1日初版発行（3月31日発売[9]）、ISBN 978-4-04-100148-6